# Gerhard Moldansky
Gerhard-Cristin Moldansky, né le 24 décembre 1999, est un coureur cycliste roumain. Il évolue au sein de l'équipe MENtoRISE Teem CCN.

## Biographie
En 2018, Gerhard Moldansky se classe deuxième de la course aux points et troisième de la poursuite aux championnats de Roumanie sur piste. Il monte également sur le podium du championnat de Roumanie de cross-country eliminator. Deux ans plus tard, il représente son pays natal aux championnats du monde de VTT. Il finit par ailleurs troisième du championnat de Roumanie sur route dans la catégorie des espoirs (moins de 23 ans). 
Après y avoir été stagiaire, il intègre l'équipe continentale Mentorise Elite CFX en 2023. Toujours actif en VTT, il se classe troisième du championnat de Roumanie de cross-country marathon. Il finit toutefois par délaisser cette discipline pour privilégier le cyclisme sur route. Sur le circuit de l'UCI Europe Tour, il termine notamment quatrième de la Cupa Max Ausnit et septième de l'étape reine du Tour de Szeklerland en 2024. La même année, il prend la troisième place de la course en ligne aux championnats des Balkans, avec la sélection nationale roumaine. 
En juin 2025, il est sacré champion de Roumanie sur route chez les élites,. 

## Palmarès sur route

### Par année
- 2020
  - 3e du championnat de Roumanie sur route espoirs
- 2021
  - 1re étape du Turul Colinelor
  - 3e du Tour The Wall
- 2023
  - Tour The Wall
- 2024
  - 2e du Tour The Wall
  - 3e du championnat des Balkans sur route
- 2025
  -  Champion de Roumanie sur route

### Classements mondiaux
| Année           | 2018   | 2019 | 2020   | 2021   | 2022 | 2023   | 2024   |
| --------------- | ------ | ---- | ------ | ------ | ---- | ------ | ------ |
| UCI Europe Tour | 1 719e |      | 1 231e | 1 561e | 907e | 1 456e | 1 069e |

## Palmarès en VTT
- 2018
  - 3e du championnat de Roumanie de cross-country eliminator
- 2021
  - 3e du championnat de Roumanie de cross-country eliminator
- 2023
  - 3e du championnat de Roumanie de cross-country marathon

## Palmarès sur piste
- 2018
  - 2e du championnat de Roumanie de course aux points
  - 3e du championnat de Roumanie de poursuite